# غرور (فیلم ۲۰۱۳)
غرور 
(به تلوگویی: Balupu) فیلمی محصول سال ۲۰۱۳ و به کارگردانی گوپیچاند مالینی است. در این فیلم بازیگرانی همچون راوی تجا، شروتی حسن، آنجلی، پراکاش راج، اشوتوش رانا و نثار ایفای نقش کرده‌اند.